# Acathisie
Het woord acathisie (afgeleid van het Grieks: καθίζειν kathízein: gaan zitten; voorafgegaan door een privatieve a) is een medische term die staat voor niet kunnen zitten. Het begrip wordt in de psychiatrie en in bijsluiters van geneesmiddelen gebruikt om een van de bijwerkingen van antipsychotica en antidepressiva te omschrijven of aan te duiden.
Antipsychotica veroorzaken vaak bewegingsonrust waardoor de patiënt niet stil kan zitten en loopdwang ervaart. Na het opstaan en een aantal passen lopen moet de patiënt weer gaan zitten omdat stilstaan evenmin als aangenaam ervaren wordt. Als de patiënt net zit begint de cyclus weer van voren af aan. Dat gaat bij sommigen de hele dag door. Het verschijnsel wordt door veel patiënten als kwellend ervaren en het kan voor mensen in hun omgeving, zoals partners, familieleden of medepatiënten, soms ook vervelend zijn.